# 伊勢門水

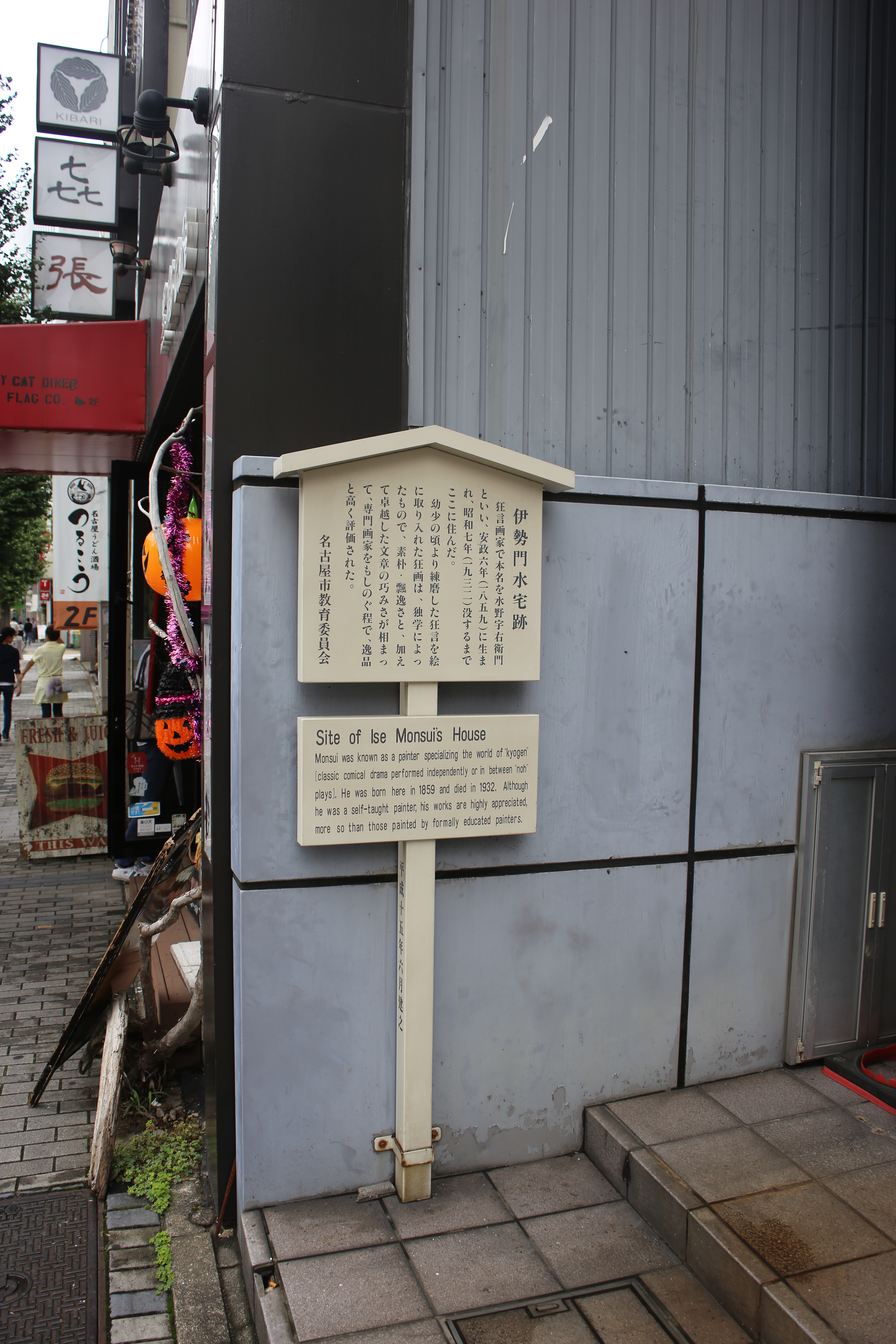
伊勢門水宅跡（名古屋市中区栄三丁目、2016年9月）

伊勢 門水（いせ もんすい、1859年 - 1932年1月15日）は、尾張国名古屋出身の日本画家、和泉流狂言師。

## 人物
本名は水野宇右衛門であり、伊勢門水は筆名である。生家は名古屋城下末広町において、元禄16年より朝熊山のモグサを商う家であり、かつては出身地である中島郡にちなんで中島屋と号していたものが、隣家であった目薬屋が廃業するに際して屋号を譲り受け、以来伊勢屋と称していた。門水はその7代目にあたる。ただし、生家は1869年（明治2年）に国旗商に変更している。狂言を絵に表した狂言画で名をなす。没後、中区南桑名町の大林寺に葬られる。また、八事大仏山に碑が建てられている。息子は関水を名乗り、父と同じく狂言画を成し、孫は祖業である薬局を営む。

## 著作
- 『末広町話』（末広町八幡講、1909年）
- 『名古屋祭』（川瀬代助、1910年）
- 『狂言画』（川瀬書店、1919年）